# جزيرة غراسي
جزيرة غراسي (بالإنجليزية: Grassy Island)‏ هي جزيرة أمريكية صغيرة وغير مأهولة تبلغ مساحتها 72 أكر (29 هكتار). وتقع إلى الشمال مباشرة من غروس إيل وغربي جزيرة فايتينغ، على بعد حوالى 600 قدم (183 متر) إلى الغرب من الحدود الكندية الأمريكية.